# Chisoneta pecki
Espèce
Synonymes
- Leptoneta pecki Gertsch, 1971
- Neoleptoneta pecki (Gertsch, 1971)

Chisoneta pecki est une espèce d'araignées aranéomorphes de la famille des Leptonetidae.

## Distribution
Cette espèce est endémique du Nuevo León au Mexique. Elle se rencontre dans les grottes Grutas de San Bartolo à Monterrey.

## Description
Le mâle holotype mesure 1,5 mm et la femelle 1,6 mm.

## Étymologie
Cette espèce est nommée en l'honneur de Stewart B. Peck.

## Publication originale
- Gertsch, 1971 : A report on some Mexican cave spiders. Association of Mexican Cave Studies Bulletin, vol. 4, p. 47-111 (texte intégral).